# Ансамбъл за народни песни на Българското радио
Ансамбълът за народни песни на Българското радио български фолклорен ансамбъл, основан в София през 1952 година. Той е сред първите подобни големи професионални ансамбли за българска народна музика, като основа на репертоара му са композиторски обработки на фолклорна музика и авторски произведения в нейния дух.
Създаден е по инициатива на редактора в Радио „София“ Георги Бояджиев на основата на Угърчинската група с ръководител Цвятко Благоев, и включва хор и инструментален оркестър с традиционни фолклорни инструменти, често модифицирани за постигане на хармонично звучене, които са групирани в оркестрови групи по образеца на симфоничните оркестри.
През 1990 година хорът към ансамбъла се разделя на две. Едната част от солистите  преминава към Българската национална телевизия, а от 1997 продължава дейността си под името „Мистерията на българските гласове“. Другата част от певиците продължават работа към радиоансамбъла, но по-късно хорът е съкратен. Инструменталното звено продължава да съществува самостоятелно като Оркестър за народна музика на БНР.През 1997 година и хорът на БНТ е съкратен и пордължава да работи като частна формация. През 2011 година Дора Христова регистрира еднолично търговската марка и сега само тя се разпорежда с името "Мистерията на българските гласове".